# Яйцевидная мертензия
Яйцевидная мертензия (лат. Mertensia ovum) — вид гребневиков из отряда цидипповых (Cydippida), выделяемый в монотипический род Mertensia. В отличие от большинства гребневиков, Mertensia ovum — холодноводные организмы, распространённые в морях Северного Ледовитого океана, где они приурочены поверхностным водам (обычно не глубже 50 м). В конце XX века вид обнаружен в Балтийском море; некоторые балтийские популяции представлены исключительно личинками длиной менее 2 мм, размножающимися педогенетически.

## История изучения и этимология

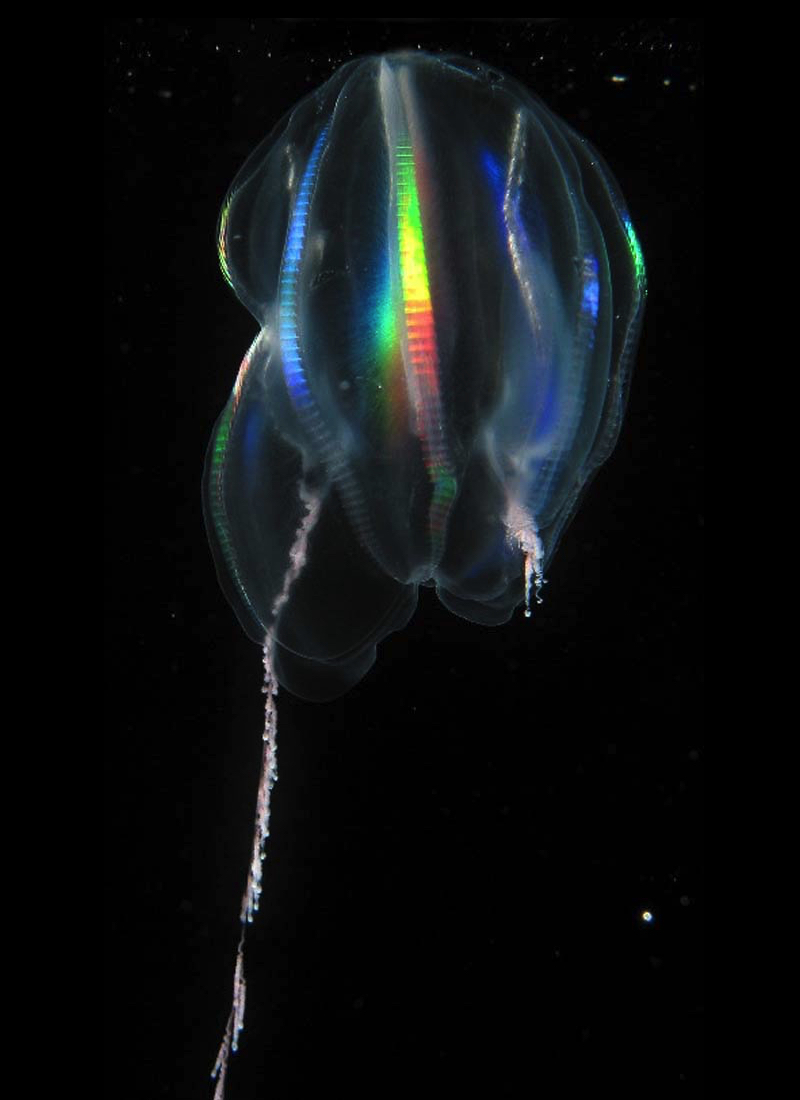
Фотография Mertensia ovum. Видно радужное преломление света гребными пластинами, а также асинхронное сокращение щупалец

Вид был впервые описан в 1780 году датским зоологом Иоганном Фабрицием, который включил его в сборный род Beroe. Родовое название Mertensia в 1830 году использовал французский зоолог Рене Лессон в названии нового вида гребневика Mertensia groenlandica. В своей публикации Лессон не приводит диагноза вида, ссылаясь на более ранние работы Карла Мертенса и Уильяма Скорсби. По-видимому, родовое название было образовано от имени Карла Мертенса.

## Строение

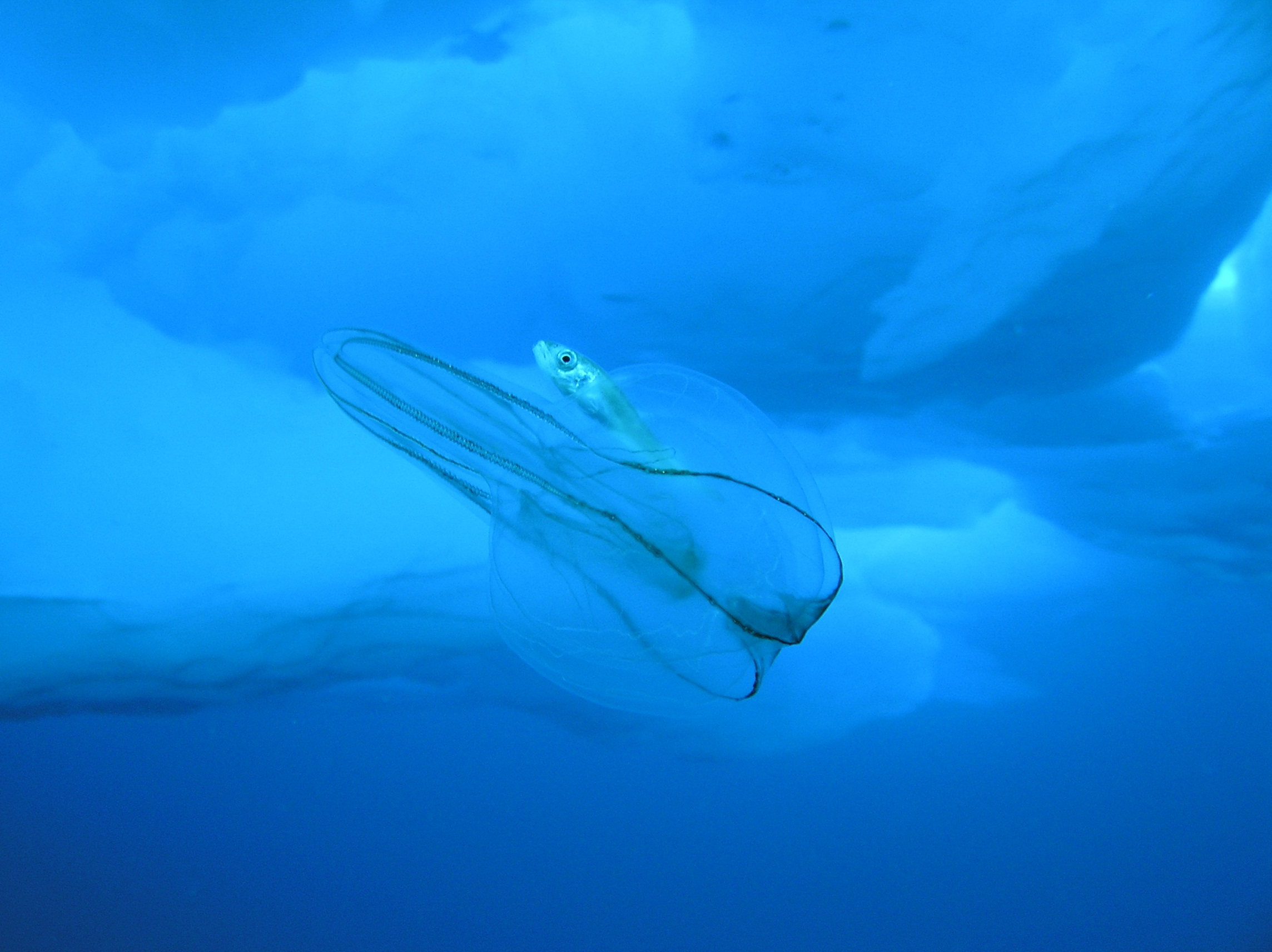
Вид особи, снятой в плоскости глотки

Взрослые Mertensia ovum достигают длины 55 мм. Тело имеет яйцевидные очертания, сильно сплюснуто в плоскости глотки. Обладает парой сравнительно массивных щупалец, длина которых в расправленном состоянии может в 20 раз превышать длину тела. Многочисленные ответвления щупалец (тентиллы) несут вооружение из клеток-коллобластов, служащих для ловли добычи. Движение в толще воды осуществляется за счёт биения гребных пластин — уникальных для гребневиков образований, возникших на основе ресничек и упорядоченных в 8 рядов; у Mertensia ovum прилегающие к щупальцам ряды пластин более длинные.
Тело яйцевидной мертензии прозрачно; щупальца, ряды гребных пластин, аборальное поле и половые продукты имеют розовый оттенок. Гребневики этого вида способны производить люминесцентное свечение синего либо зелёного цвета и, по-видимому, представляют собой самую массовую форму биолюминесцентных организмов в зоопланктоне арктических морей.

## Размножение
Mertensia ovum — гермафродиты с наружным оплодотворением, из яиц вылупляются овальные личинки менее 2 мм длиной. В арктических водах жизненный цикл составляет 2 года и более. Непосредственные наблюдения за этими гребневиками затруднены, однако исследования массовой доли липидов указывают на то, что сезон размножения продолжается с мая по август. В Балтийском море выявлены педогенетические популяции, которые поддерживаются исключительно за счёт размножения на личиночных стадиях.

## Экология
Подобно большинству щупальцевых гребневиков, яйцевидная мертензия — хищник, питающаяся мелкими планктонными организмами. Её рацион представлен в первую очередь веслоногими раками, но она также поедает разноногих раков, крылоногих моллюсков из рода Limacina («морских чертей») и личинок рыб. Доля представителей этого вида в биомассе желеобразного зоопланктона может доходить до 70 %.